# Jacksonville Jaguars 2008
La stagione 2009 dei Jacksonville Jaguars è stata la 14ª della franchigia nella National Football League, la sesta con come capo-allenatore Jack Del Rio. La squadra veniva da un record di 11-5 ma scese a 5-11, il suo peggiore dalla stagione 2003, a causa, in parte, di una sequela di infortuni alla linea offensiva.

## Scelte nel Draft 2008
| Giro | Scelta | Totale | Nome                | Ruolo         | College |
| ---- | ------ | ------ | ------------------- | ------------- | ------- |
| 1    | 8      | 8      | Derrick Harvey      | Defensive End | Florida |
| 2    | 21     | 52     | Quentin Groves      | Defensive End | Auburn  |
| 5    | 20     | 155    | Thomas Williams     | Linebacker    | USC     |
| 5    | 24     | 159    | Trae Williams       | Cornerback    | USF     |
| 7    | 6      | 213    | Chauncey Washington | Running back  | USC     |

Fonte:

## Calendario

### Stagione regolare
| Stagione regolare                                             |                    |                    |                       |                    |                    |                                |                    |                    |                    |
| Turno                                                         | Data               | Ora (ET)           | Avversario            | Risultato          | Risultato          | Stadio                         | TV                 | Sintesi            |                    |
| Turno                                                         | Data               | Ora (ET)           | Avversario            | Punteggio          | Record             | Stadio                         | TV                 | Sintesi            |                    |
| 1                                                             | 7/9                | 1:00pm EDT         | at Tennessee Titans   | S 17–10            | 0–1                | LP Field                       | CBS                | Recap              |                    |
| 2                                                             | 14/9               | 1:00pm EDT         | Buffalo Bills         | S 20–16            | 0–2                | Jacksonville Municipal Stadium | CBS                | Recap              |                    |
| 3                                                             | 21/9               | 4:15pm EDT         | at Indianapolis Colts | V 23–21            | 1–2                | Lucas Oil Stadium              | CBS                | Recap              |                    |
| 4                                                             | 28/9               | 1:00pm EDT         | Houston Texans        | V 30–27OT          | 2–2                | Jacksonville Municipal Stadium | CBS                | Recap              |                    |
| 5                                                             | 5/10               | 8:15pm EDT         | Pittsburgh Steelers   | S 26–21            | 2–3                | Jacksonville Municipal Stadium | NBC                | Recap              |                    |
| 6                                                             | 12/10              | 4:05pm EDT         | at Denver Broncos     | V 24–17            | 3–3                | Invesco Field at Mile High     | CBS                | Recap              |                    |
| 7                                                             | Settimana di pausa | Settimana di pausa | Settimana di pausa    | Settimana di pausa | Settimana di pausa | Settimana di pausa             | Settimana di pausa | Settimana di pausa | Settimana di pausa |
| 8                                                             | 26                 | 4:05pm EST         | Cleveland Browns      | S 23–17            | 3–4                | Jacksonville Municipal Stadium | CBS                | Recap              |                    |
| 9                                                             | 2/11               | 1:00pm EST         | at Cincinnati Bengals | S 21–19            | 3–5                | Paul Brown Stadium             | CBS                | Recap              |                    |
| 10                                                            | 9/11               | 1:00pm EST         | at Detroit Lions      | V 38–14            | 4–5                | Ford Field                     | CBS                | Recap              |                    |
| 11                                                            | 16/11              | 4:15pm EST         | Tennessee Titans      | S 24–14            | 4–6                | Jacksonville Municipal Stadium | CBS                | Recap              |                    |
| 12                                                            | 23/11              | 1:00pm EST         | Minnesota Vikings     | S 30–12            | 4–7                | Jacksonville Municipal Stadium | Fox                | Recap              |                    |
| 13                                                            | 1/12               | 8:00pm EST         | at Houston Texans     | S 30–17            | 4–8                | Reliant Stadium                | ESPN               | Recap              |                    |
| 14                                                            | 7/12               | 1:00pm EST         | at Chicago Bears      | S 23–10            | 4–9                | Soldier Field                  | CBS                | Recap              |                    |
| 15                                                            | 14/12              | 1:00pm EST         | Green Bay Packers     | V 20–16            | 5–9                | Jacksonville Municipal Stadium | Fox                | Recap              |                    |
| 16                                                            | 18/12              | 8:15pm EST         | Indianapolis Colts    | S 31–24            | 5–10               | Jacksonville Municipal Stadium | NFLN               | Recap              |                    |
| 17                                                            | 28/12              | 4:15pm EST         | at Baltimore Ravens   | S 27–7             | 5–11               | M&T Bank Stadium               | CBS                | Recap              |                    |
| NOTA: Gli avversari della propria division sono in grassetto. |                    |                    |                       |                    |                    |                                |                    |                    |                    |